# Ротбальд II (граф Провансу)
Ротбальд II (фр. Rotboald II; д/н — 1014) — граф і маркіз Провансу в 1008—1014 роках. За загальною нумерацією Бозонідів знаний як Ротбальд III.

## Життєпис
Походив з династії Бозонідів (Прованського дому). Єдиний син Ротбальда I, графа Провансу, і Емільди Жеводанської. Про нього відомостей обмаль. 1002 року одружився. Перша письмова згадка сягає 1005 року, де він згаданий в хартії батька.
У 1005 році з титулом граф брав участь у зборах під головуванням Аделаїди Анжуйської (матері графа Вільгельма II, де було врегульовано  стан абатства Сен-Віктора в Марселі. 1008 року успадкував батьківські володіння.
Помер 1014 року.

## Родина
Дружина — Ерменгарда (Ірменгарда), можливо сестра Гумберта I, графа Мор'єнни
Діти:
- Вільгельм (д/н—1037), граф Провансу
- Емма (975/980—1040), дружина Вільгельма III, графа Тулузи
- Гуго (д/н— після 1019)